# Pascuala Ilabaca
Pascuala Ilabaca Argandoña (Gerona, España; 13 de abril de 1985) es una cantante y compositora chilena, destacada por su voz y el acompañamiento del acordeón y piano en sus canciones. 
Su obra ha sido descrita como una mezcla de "composición contemporánea, las tradiciones étnicas del mundo y raíz folclórica chilena".
También es parte de Samadi, un grupo de música étnica iniciado en 2005, que recopila repertorios de India, África, Latinoamérica, Medio Oriente y Europa. 

## Biografía
Pascuala Ilabaca nació en Gerona, España en el año 1985. Llega a Chile en 1987, en donde se radica desde entonces, vive en la ciudad de Valparaíso.  Es la hija del pintor Gonzalo Ilabaca y la vitralista Pilar Argandoña. Cuando era niña viajó mucho junto a sus padres quienes le enseñaron a leer mientras recorrían Chile de arriba abajo. La familia también viajó fuera de Chile. A los 12 años vivió en India, donde volvió para estudiar después de terminar su carrera en la Universidad con el maestro Pandith Pashupatinath Mishra en Benarés, India. A los 15, vivió en México con su familia, luego volvió a Valparaíso donde fue al colegio Winterhill de Viña del Mar donde terminó sus estudios junto a su hermana Danila Ilabaca Argandoña.

## Carrera musical

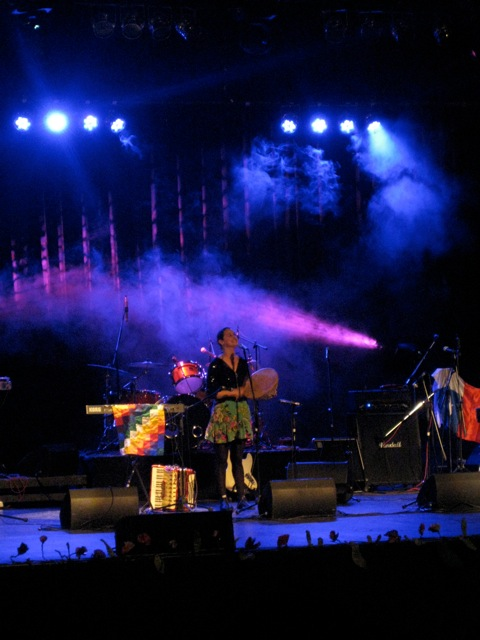
Ilabaca en concierto en 2011.

Ilabaca tocó música desde su niñez.  Su primera incursión en un escenario fue a los 6 años, cuando hizo de telonera para la banda punk "Los Parkinson", amigos de sus padres. Ilabaca estudió en el conservatorio, y luego en la Pontificia Universidad Católica de Valparaíso (PUCV) con el profesor Eduardo Cáceres en el Instituto de Música, donde era la única mujer del curso, a finales de su carrera.
En la PUCV compuso obras para piano y tabla hindú junto con obras para piano y voz. En 2005, grabó su primer disco Caleidoscopio con cinco amigos, otros jóvenes compositores de Valparaíso.  En el año 2008, sacó junto a Jaime Frez y Cristian Retamal el disco Pascuala Canta a Violeta, lo cual Ilabaca considera como su primer disco como cantante en homenaje a la folclorista chilena Violeta Parra.  Estudió canto en India entre los años 2008 y 2009, y allá empezó recopilando música de distintos lugares, lo cual llevó al lanzamiento de dos discos en 2010, Perfume o Veneno, disco de Samadi, y Diablo Rojo Diablo Verde primer disco como compositora, autora e intérprete.
Actualmente toca con su banda Fauna, que se empezó a formar en el año 2008 con el disco Pascuala le canta a Violeta, y según Ilabaca, se consagró con la grabación de Diablo Rojo Diablo Verde.  La banda creció e incluye Juan Nuñez (guitarra), Christian Chino Chiang (bajo), Jaime Frez (batería), Miguel Razzouk (clarinete y saxo).
Ha realizado 19 giras internacionales en los países de Chile, Argentina, Perú, Colombia, Brasil, México, España, Portugal, Bélgica, Francia, Suiza, Italia, Alemania, Reino Unido, Holanda, Estados Unidos e India.
Entre los principales eventos musicales en los que ha participado están el Ruidosa Fest 2018, el Main Concerts Portland, Festival WasserMusic Berlin 2017, Festival Etnosur 2017, Teatro del Lago Chile, Festival Womad Chile 2015, Festival Womad UK 2016, Festival St Nazare Les Escales 2016, Festival de Jazz de Londres 2014, Concierto en Filarmónica de Berlín 2014, Festival Pirineos Sur, España 2014, Festival Fusion Alemania 2014, Festival Lollapalooza Chile 2013, Festival TFF Rudolstadt 2012, FIL Guadalajara México 2011, entre otros.
Ha trabajado en diversos proyectos audiovisuales. La productora Trinacrio creó un documental de hora y cuarto sobre ella, el cual fue estrenado en el Festival de Cine de Viña del Mar, Chile, y expuesto en el Festival del Instituto Cervantes en Tokio, Japón.
Sus discos están editados en Chile y en Europa por Petit Indie, BCN.
En 2019, fue jurado del Festival del Huaso de Olmué. Al año siguiente grabó junto a Amparito Jiménez la canción «Mi truquito» para el proyecto Trópico Sur, nominado a los Premios Pulsar de ese año.

## Referentes

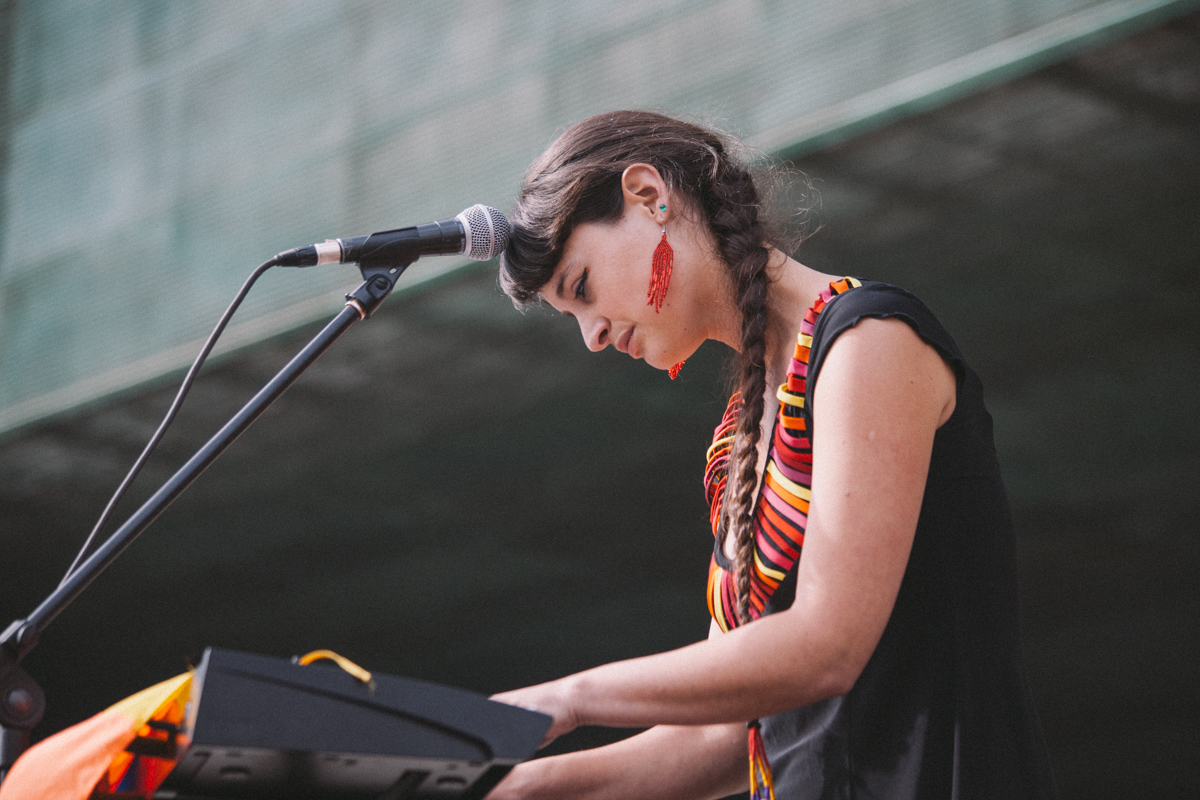
Pascuala Ilabaca en 2013

Ilabaca dice que su primera influencia musical fue Janis Joplin, porque le gusta el trabajo femenino “en un mundo que suele ser masculino”.  Cuenta en sus influencias el porteño Álvaro Peña-Rojas, quien colaboró en la banda The 101'ers con Joe Strummer, el cantante de la banda punk The Clash.  Peña era un amigo de sus padres y él e Ilabaca tocaron piano a cuatro manos.  Su referente mayor es Violeta Parra, de quien dice que “en ella está todo: la queja, la crudeza, la simpleza, el análisis, la depresión y también la pasión y la creación”.

## Premios
- 2010: Guitarpin de oro, con Inti-Illimani (Festival del Huaso de Olmué)
- Premio del Público, al Mejor Videoclip Chileno, por «Lamenta la canela»[5]
- 2013: Independent Music Awards de Nueva York (EE. UU.), con Busco Paraiso
- 2015: Top of the World por la revista Songlines, por Busco Paraiso, Reino Unido[10]
- 2016: Premio Pulsar a Mejor Cantautora
- 2018: Top of the World en Reino Unido

## Discografía
- 2008: Pascuala le canta a Violeta
- 2010: Perfume o Veneno
- 2010: Diablo Rojo, Diablo Verde
- 2012: Busco paraíso
- 2014: Me saco el sombrero
- 2015: Rey Loj
- 2018: El mito de la pérgola
- 2021: Amatoria EP
- 2022: Lucero
- 2023: Alegriste
- 2023: Porteña
- 2024: Poética Bailable Vol. 1